# Derobrochus abstractus
Derobrochus abstractus là một loài Trichoptera hóa thạch trong họ Polycentropodidae.